# Honduriella maxima
Honduriella maxima är en spindeldjursart som beskrevs av Denmark och Evans 1999. Honduriella maxima ingår i släktet Honduriella och familjen Phytoseiidae. Inga underarter finns listade i Catalogue of Life.